# Bassillac
Bassillac est une ancienne commune française située dans le département de la Dordogne, en région Nouvelle-Aquitaine.
Jusqu'en 2002, elle portait officiellement le nom de Bassilac.
Au 1er janvier 2017, elle fusionne avec Blis-et-Born, Le Change, Eyliac, Milhac-d'Auberoche et Saint-Antoine-d'Auberoche pour former la commune nouvelle de Bassillac et Auberoche.

## Géographie

### Généralités
Incluse dans l'unité urbaine de Périgueux, la commune déléguée de Bassillac fait partie de la commune nouvelle de Bassillac et Auberoche. Elle est limitée au nord par l'Isle qui la sépare d'Antonne-et-Trigonant et de Trélissac. Elle est également irriguée par l'Auvézère, un important affluent de l'Isle.
Sur son territoire est implanté l'aéroport Périgueux-Bassillac.
Tout au sud, l'autoroute A89 traverse la commune sur environ deux kilomètres alors que le bourg de Bassillac, situé huit kilomètres à l'est de Périgueux, est desservi par la route départementale 5.

### Communes limitrophes
En 2016, année précédant la création de la commune nouvelle de Bassillac et Auberoche, Bassillac était limitrophe de six autres communes.
| Trélissac             | Antonne-et-Trigonant | Escoire, Le Change |
|                       | Bassillac            |                    |
| Boulazac Isle Manoire |                      | Eyliac             |

## Urbanisme

### Prévention des risques
Un plan de prévention du risque inondation (PPRI) a été approuvé en 2002 pour l'Isle en amont de Trélissac, ainsi que l'Auvézère, affectant les rives de ces deux cours d'eau qui délimitent la commune au nord, jusqu'à une largeur pouvant dépasser 600 mètres au nord de l'aéroport,. Ce PPRI a été révisé et intégré en 2014 dans le territoire à risques importants d'inondation (TRI) de la vallée de l'Isle autour de Périgueux,.

### Villages, hameaux et lieux-dits
Outre le bourg de Bassillac proprement dit, le territoire se compose d'autres villages ou hameaux, ainsi que de lieux-dits :
- la Bleynie
- les Bordes[Note 1]
- Boulogne
- la Boutonne
- les Cabannes
- Caillauguet
- les Chabannes
- la Chabroulie
- la Clavelie
- les Combaloux
- Coubregeay
- Crouzen
- Dangou
- les Farges
- les Faucheries
- Font d'Uzerche
- la Frontie
- le Goudeau
- les Grands Bois
- les Granges
- la Grave (au sud-ouest des Quatre Routes)
- la Grave (au sud de la Roquette)
- le Gué Rède
- Jarjalesse
- Jaunour
- Lac Peyaud
- Lalivain
- Magret
- Maine de Sannard
- Merlhes
- Meycourbie
- Meyrinas
- Monferrier
- Petit Rognac
- Pinsac
- la Plaine
- le Planège
- Pouchardein
- le Pouyet
- le Pradou
- Puyloriol
- Puysorbier
- les Quatre Routes
- les Roches
- Rognac
- la Roquette
- Sannard
- Singlou
- le Termissou
- la Tour
- le Tuquet
- la Valade
- les Vicavies.

## Toponymie
Le nom de la localité est attesté sous la forme occitane Bassilhac au XIIIe siècle. 
Le nom de la commune se réfère à un nom de personnage gallo-roman Bassilius suivi du suffixe -acum, indiquant le « domaine de Bassilius ».
En occitan, la commune porte le nom de Bassilhac.

## Histoire
Le territoire communal a été occupé au Néolithique. Pour protéger la région des invasions normandes, l'évêque de Périgueux Frotaire avait fait édifier vers 980 le château de la Roche-Bassillac (ou des Roches de Goudeau, ou de Bassillac), dont il ne subsiste rien.
La première mention écrite connue du lieu remonte au XIIIe siècle sous la forme occitane Bassilhac et sous la forme latine Castrum bassiliacum rappelant l'existence d'un château en ces lieux.
Avant le décret no 2002-500 du 10 avril 2002, la commune s'appelait Bassilac.
Au 1er janvier 2017, Bassillac fusionne avec cinq autres communes pour former la commune nouvelle de Bassillac et Auberoche dont la création a été entérinée par l'arrêté du 29 juin 2016, entraînant la transformation des six anciennes communes en « communes déléguées »,.

## Politique et administration

### Rattachements administratifs
La commune de Bassillac (appelée dans un premier temps « Bassilac ») a été rattachée, dès 1790, au canton d'Antonne qui dépendait du district de Perigueux. Les districts sont supprimés en 1795 et le canton d'Antonne en 1800. La commune est alors rattachée au canton de Saint-Pierre-de-Chignac dépendant de l'arrondissement de Périgueux.

### Intercommunalité
En 2001, elle intègre dès sa création la communauté de communes Isle Manoire en Périgord. Celle-ci disparaît le 31 décembre 2013, remplacée au 1er janvier 2014 par une nouvelle intercommunalité élargie : Le Grand Périgueux.

### Administration municipale
La population de la commune étant comprise entre 1 500 et 2 499 habitants au recensement de 2011, dix-neuf conseillers municipaux ont été élus en 2014,. Ceux-ci sont membres d'office du  conseil municipal de la commune nouvelle de Bassillac et Auberoche, jusqu'au renouvellement des conseils municipaux français de 2020.

### Liste des maires
| Période                                  | Période       | Identité         | Étiquette | Qualité  |
| ---------------------------------------- | ------------- | ---------------- | --------- | -------- |
| Les données manquantes sont à compléter. |               |                  |           |          |
|                                          |               |                  |           |          |
| ?                                        | décembre 1949 | Pierre Larcher   |           |          |
| décembre 1949                            | mars 1959     | Joseph Boissavy  |           |          |
| mars 1959                                | mars 1983     | Marcel Laguionie |           |          |
| mars 1983                                | mars 1989     | Joël Clément     |           |          |
| mars 1989                                | avril 2014    | Guy Leymarie     | DVG       | Retraité |
| avril 2014                               | décembre 2016 | Michel Beylot    | DVG       |          |

| Période      | Période      | Identité      | Étiquette | Qualité |
| ------------ | ------------ | ------------- | --------- | ------- |
| janvier 2017 | juillet 2020 | ?             |           |         |
| juillet 2020 | En cours     | Michel Beylot |           |         |

## Population et société

### Démographie
Les habitants de Bassillac se nomment les Bassillacois.
En 2016, dernière année en tant que commune indépendante, Bassillac comptait 1 921 habitants. À partir du XXIe siècle, les recensements des communes de moins de 10 000 habitants ont lieu tous les cinq ans (2006, 2011, 2016 pour Bassillac). Depuis 2006, les autres dates correspondent à des estimations légales.
Au 1er janvier 2022, la commune déléguée de Bassillac compte 1 868 habitants.
| 1793 | 1800 | 1806 | 1821 | 1831 | 1836 | 1841 | 1846 | 1851 |
| ---- | ---- | ---- | ---- | ---- | ---- | ---- | ---- | ---- |
| 682  | 616  | 656  | 665  | 732  | 810  | 777  | 788  | 838  |

| 1856 | 1861 | 1866 | 1872 | 1876 | 1881 | 1886 | 1891 | 1896 |
| ---- | ---- | ---- | ---- | ---- | ---- | ---- | ---- | ---- |
| 816  | 778  | 785  | 770  | 718  | 737  | 743  | 753  | 765  |

| 1901 | 1906 | 1911 | 1921 | 1926 | 1931 | 1936 | 1946 | 1954 |
| ---- | ---- | ---- | ---- | ---- | ---- | ---- | ---- | ---- |
| 740  | 684  | 673  | 586  | 596  | 588  | 594  | 620  | 533  |

| 1962 | 1968 | 1975 | 1982  | 1990  | 1999  | 2006  | 2011  | 2016  |
| ---- | ---- | ---- | ----- | ----- | ----- | ----- | ----- | ----- |
| 506  | 512  | 701  | 1 297 | 1 541 | 1 755 | 1 735 | 1 798 | 1 921 |

### Manifestations culturelles et festivités
L'Amicale laïque de Bassillac qui encourageait le livre et la lecture auprès des écoles avait organisé une rencontre en 1989 avec le romancier Claude Michelet. Souhaitant renouveler l'expérience l'année suivante mais en changeant de thème, pour ne pas souffrir de la concurrence à la même époque de la Foire du livre de Brive, la première édition des « Journées de la BD » à Bassillac se tient en 1990. Trois ans plus tard, cette manifestation devient le Salon de la bande dessinée. Pour la 27e édition en 2016, le salon devient le « Festival de la BD » ; il accueille entre autres Jorge Bernstein, Pascal Croci, Mandryka et Patrick Sobral. À partir de 2017, le festival concerne la commune nouvelle de Bassillac et Auberoche. Attirant plus de 4 000 visiteurs en 2018, sa 33e édition en octobre 2022 voit la participation de 48 auteurs, avec Émile Bravo en invité d'honneur. En 2023, la 34e édition a pour invité d'honneur l'Italien Lorenzo Mattotti, parmi les 45 auteurs invités dont certains venus de Belgique, d'Espagne, des Pays-Bas et de Suisse. En 2024, la 35e édition a pour invités d'honneur le français Benoît Peeters et le belge François Schuiten, parmi les 46 auteurs invités.

## Économie
Les données économiques de Bassillac sont incluses dans celles de la commune nouvelle de Bassillac et Auberoche.

## Culture locale et patrimoine

### Lieux et monuments
- Château de Rognac, contourné par un bras de l'Isle, XVIe et XVIIe siècles, inscrit aux monuments historiques depuis 1945
- Château du Goudeau
- Repaire de Meycourby et son pigeonnier, XIXe siècle
- Église Invention-de-Saint-Étienne[30], romane remaniée au XVIe siècle

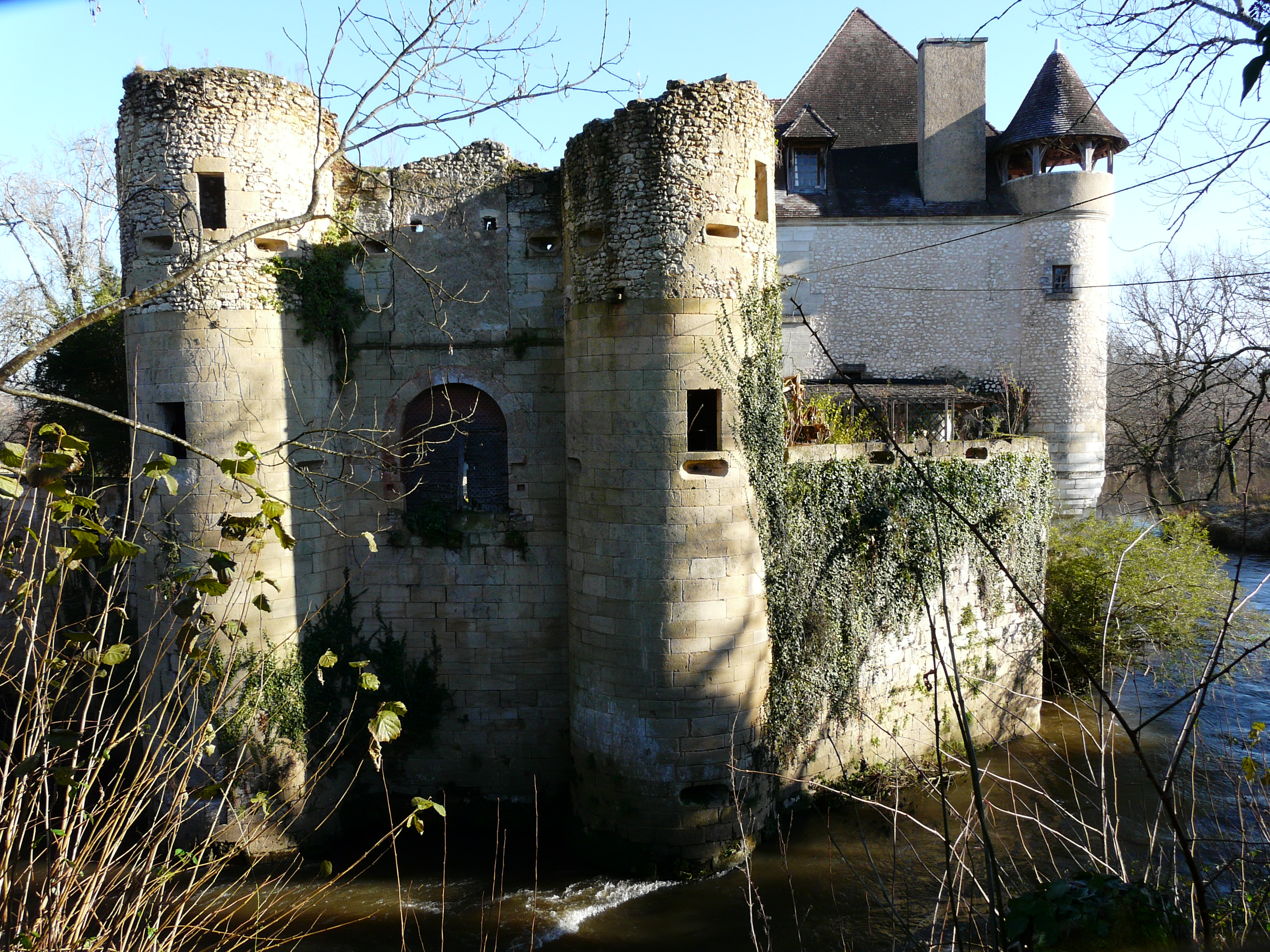
Le château de Rognac vu du sud.
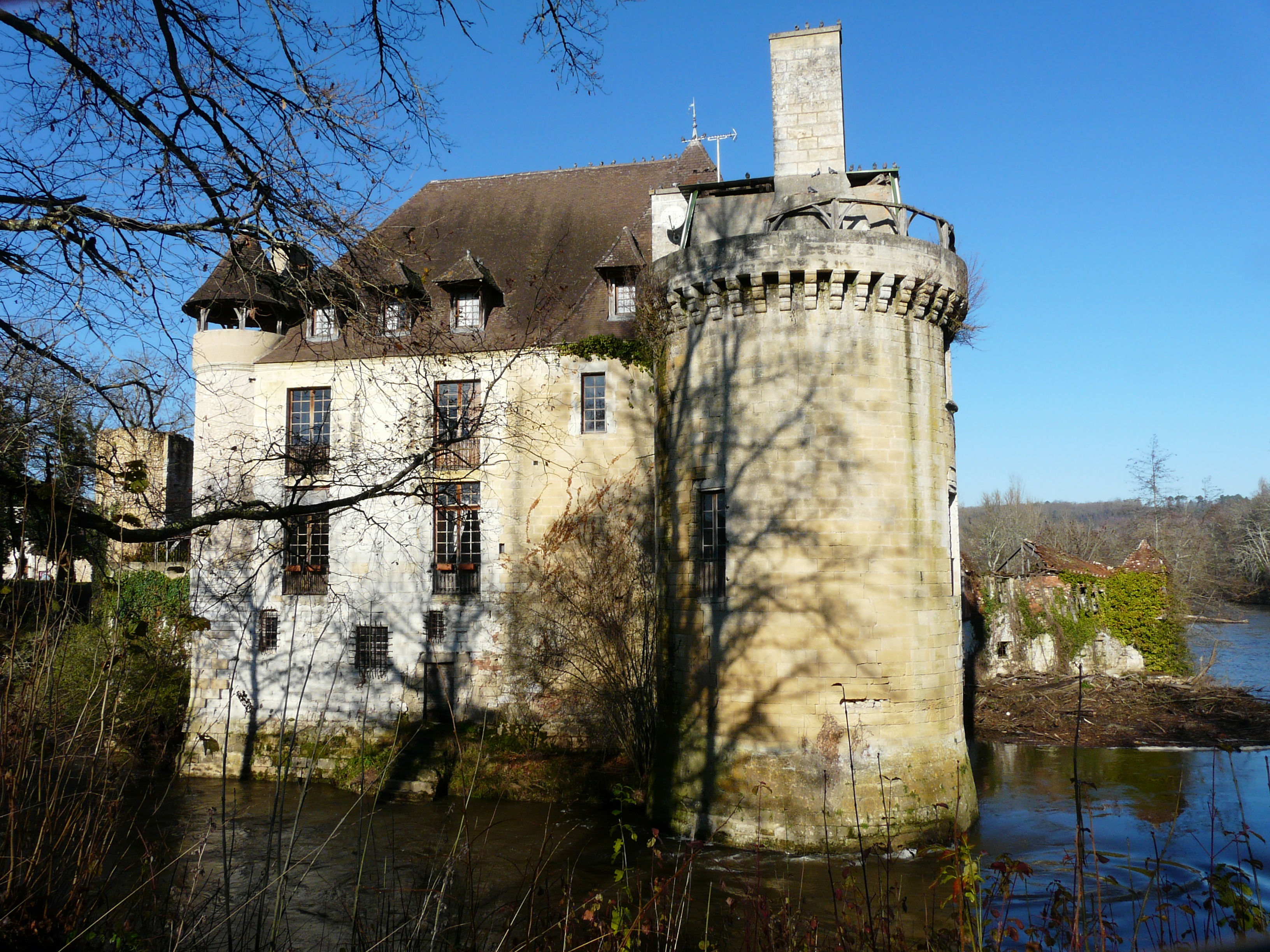
Façade orientale du château de Rognac.
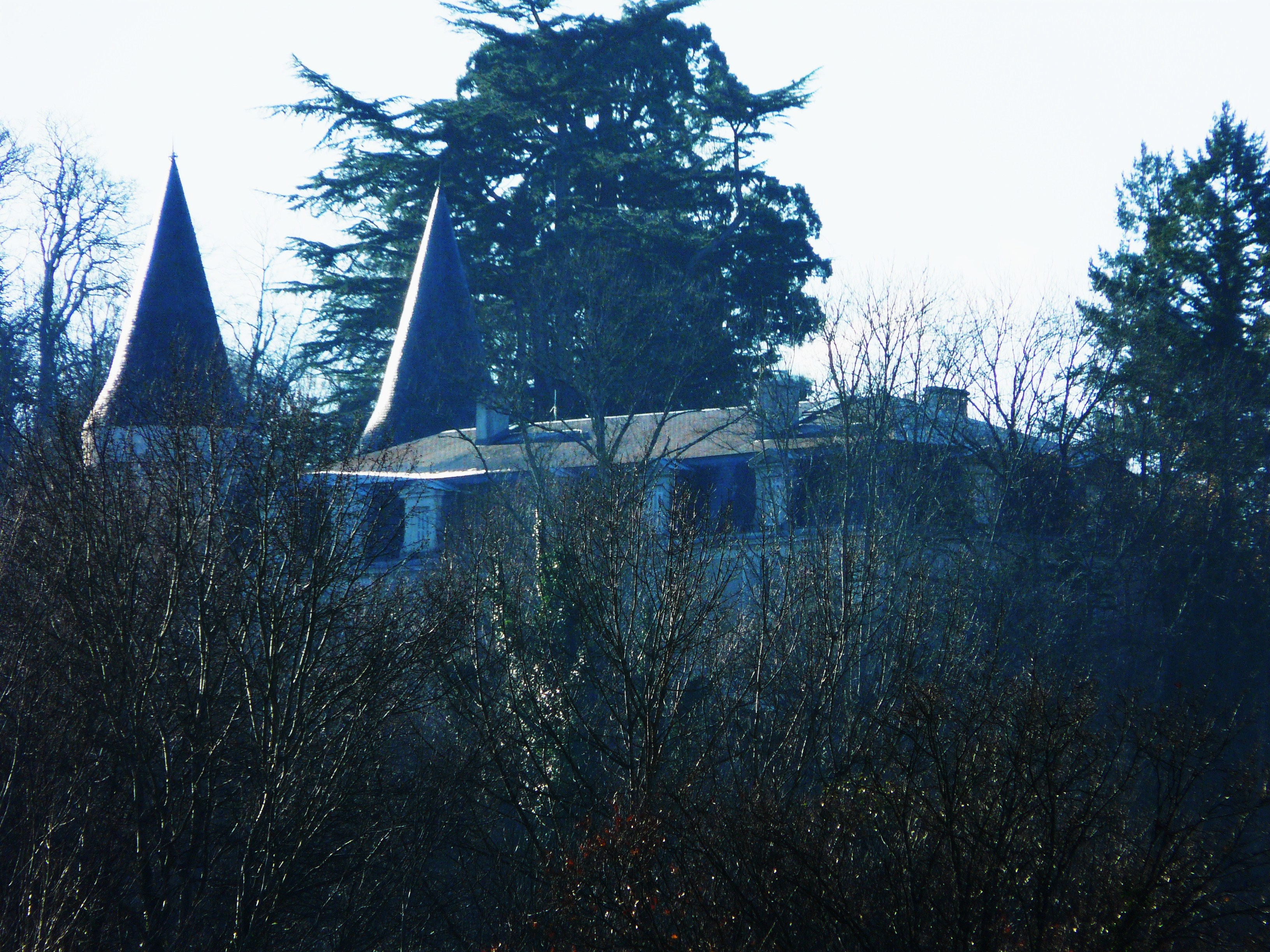
Le château du Goudeau.
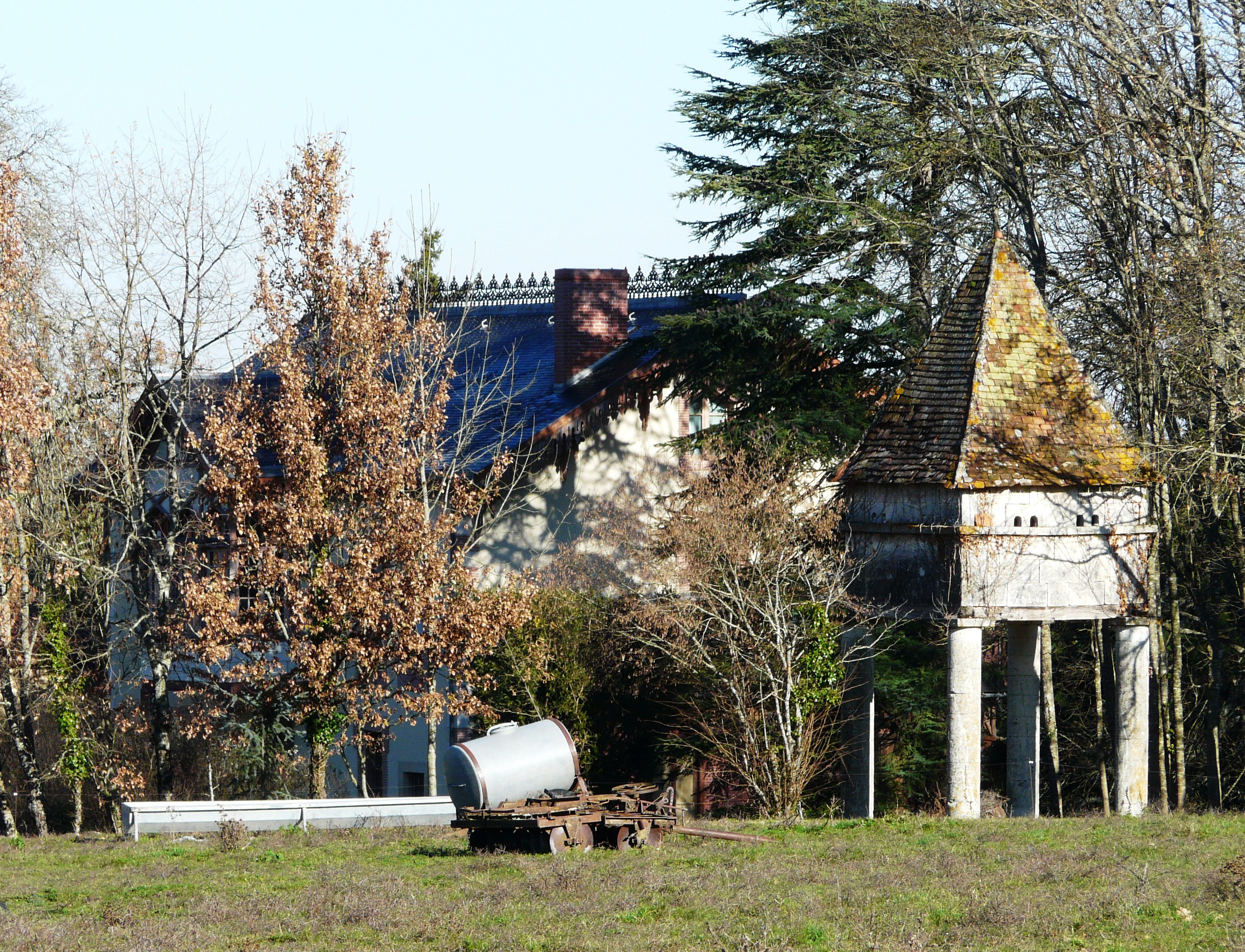
Le repaire et le pigeonnier de Meycourby.
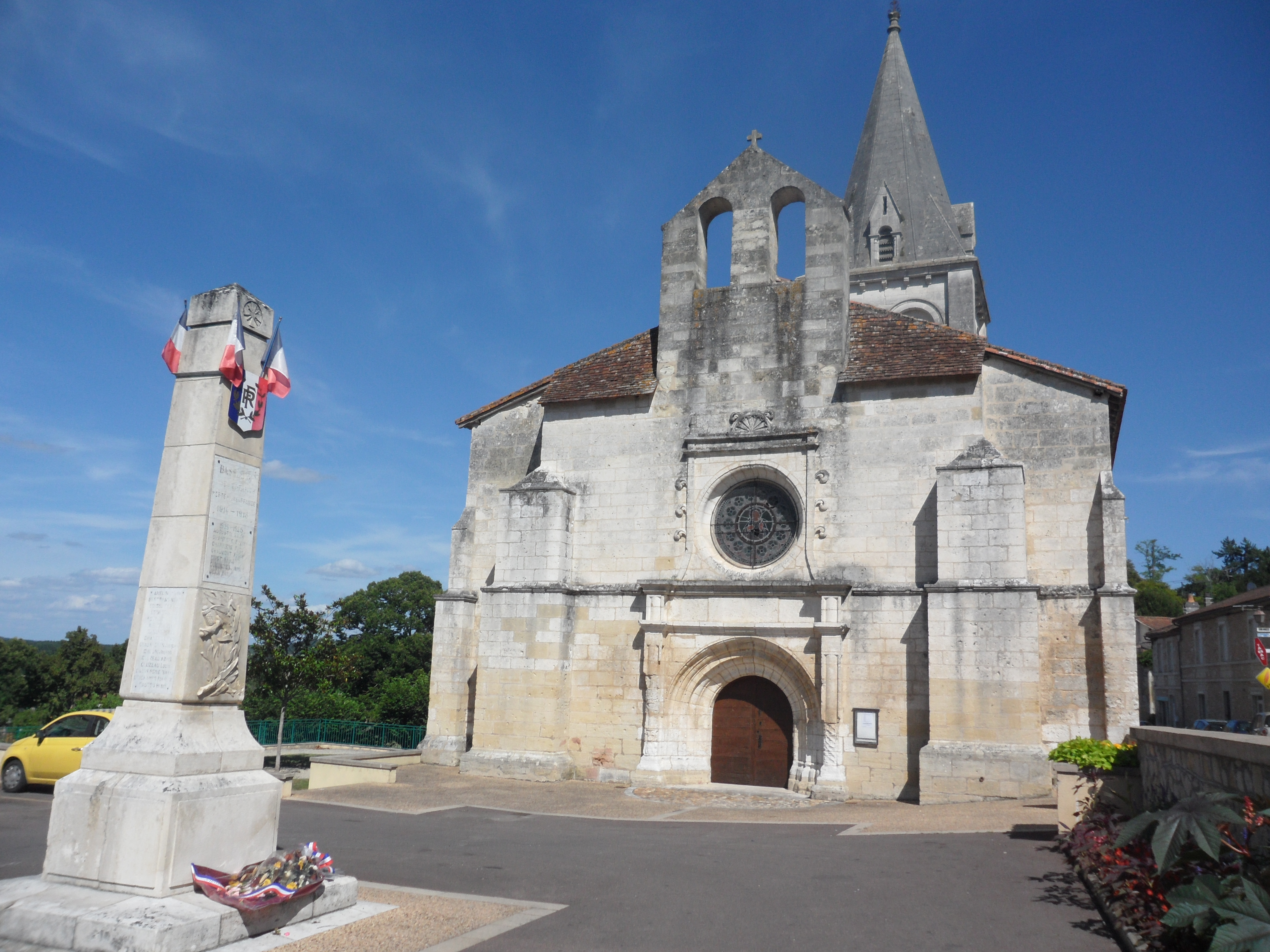
Le monument aux morts et l'église.
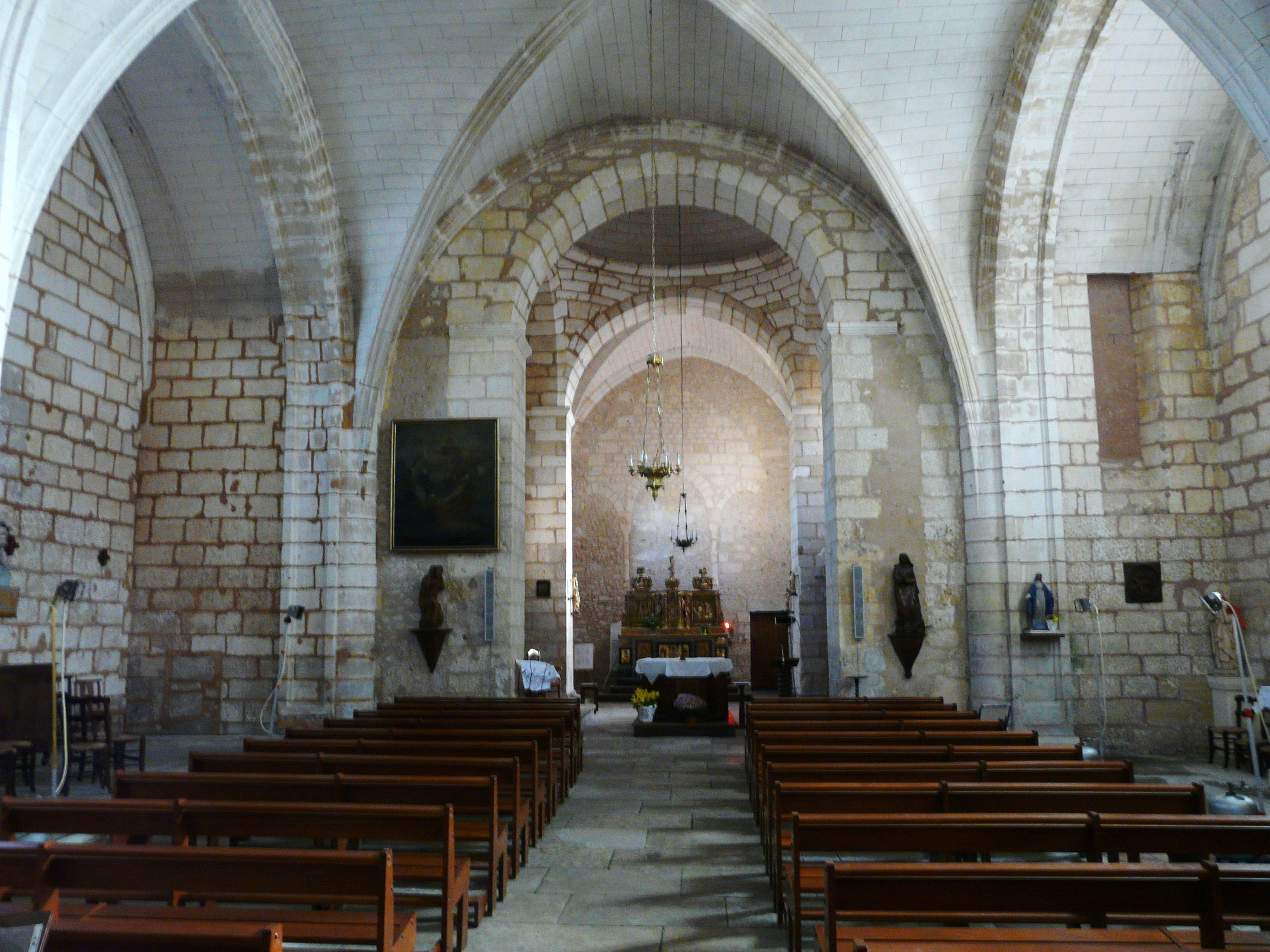
La nef de l'église.

### Patrimoine naturel
Zone boisée au-dessus de Petit Rognac, la pointe nord-est du territoire communal est classée comme zone naturelle d'intérêt écologique, faunistique et floristique (ZNIEFF) de type II pour sa flore spécifique,.
Zone de bocage et de prairies humides, la vallée de l'Isle depuis son confluent avec l'Auvézère, au niveau du Gué Rède, jusqu'à la Clavelie, est une ZNIEFF de type I,.

### Personnalités liées à la commune
- Georges Bonnet (1889-1973), homme politique, est né à Bassillac

### Distinctions culturelles
Bassillac fait partie des communes ayant reçu l’étoile verte espérantiste, distinction remise aux maires de communes recensant des locuteurs de la langue construite espéranto.